# Роксолана (роман)
«Роксолана» — історичний роман українського письменника Павла Загребельного, вперше надрукований у 1980 році, у якому розповідається про життя української конкубіни турецького султана Сулеймана І Роксолани.

## Історія написання
Джерелами натхнення для свого роману про Роксолану Загребельний називав книгу ученого-сходознавця Агатангела Кримського «Історія Туреччини», у якій Роксолані відведено близько 20 сторінок, і три томи творів московського академіка Гордлевського про історію Туреччини. Також Загребельний особисто був у Туреччині — в місцях пов'язаних з Роксоланою. Відвідав місто Рогатин Івано-Франківської області, де народилася Настя Лісовська.

## Павло Загребельний про роман
Письменник так говорив про свою книгу:
| «Як пташка клює, так і письменник по крихті збирає звідусіль інформацію. Я намагався написати роман, максимально наближений до дійсних подій. Роман рецензувався в Москві, все було перевірено, життєвий фактаж достовірний. А взагалі мені епоха Сулеймана Пишного нагадує Кремль»[1]. |
На питання журналістів, чи вважає він Роксолану національною гордістю, Павло Загребельний відповів:
| «Її життєвий шлях і досягнення — це її особиста гордість. Я ж особисто не став би називати її національною гордістю»[1]. |.

## Використання у популярній культурі
- Телесеріал «Роксолана» — У 1996—2003 р.р. на кіностудії «Укртелефільм» українським режисером Борисом Небієрідзе було відзнято вітчизняний серіал «Роксолана». На написання сценарію серіалу авторів надихнули історичні романи про Роксолану Павла Загребельного та Осипа Назарука.

## Виноски
1. 1 2  РОКСОЛАНА: Міф чи гордість // CITY LIFE/ — № 5. — 2005. - С. 18 — 25.